# Осада Наксоса (490 до н. э.)
Осада Наксоса (490 до н. э.) — осада и захват персидскими войсками города Наксоса на одноимённом острове в ходе похода Датиса и Артаферна в Грецию.
«Из Икарийского моря персы подошли к Наксосу (на этот остров они прежде всего решили напасть). Наксосцы же, помня прежнюю осаду, не стали ждать нападения и бежали в горы. Персы же обратили в рабство попавшихся в их руки жителей и сожгли святилище и город. Затем они отплыли к другим островам.»